# Lessona
Lessona is een gemeente in de Italiaanse provincie Biella (regio Piëmont) en telt 2767 inwoners (31-12-2016). De oppervlakte bedraagt 12,78 km², de bevolkingsdichtheid is 217 inwoners per km². Op 1 januari 2016 is Crosa opgegaan in deze gemeente.

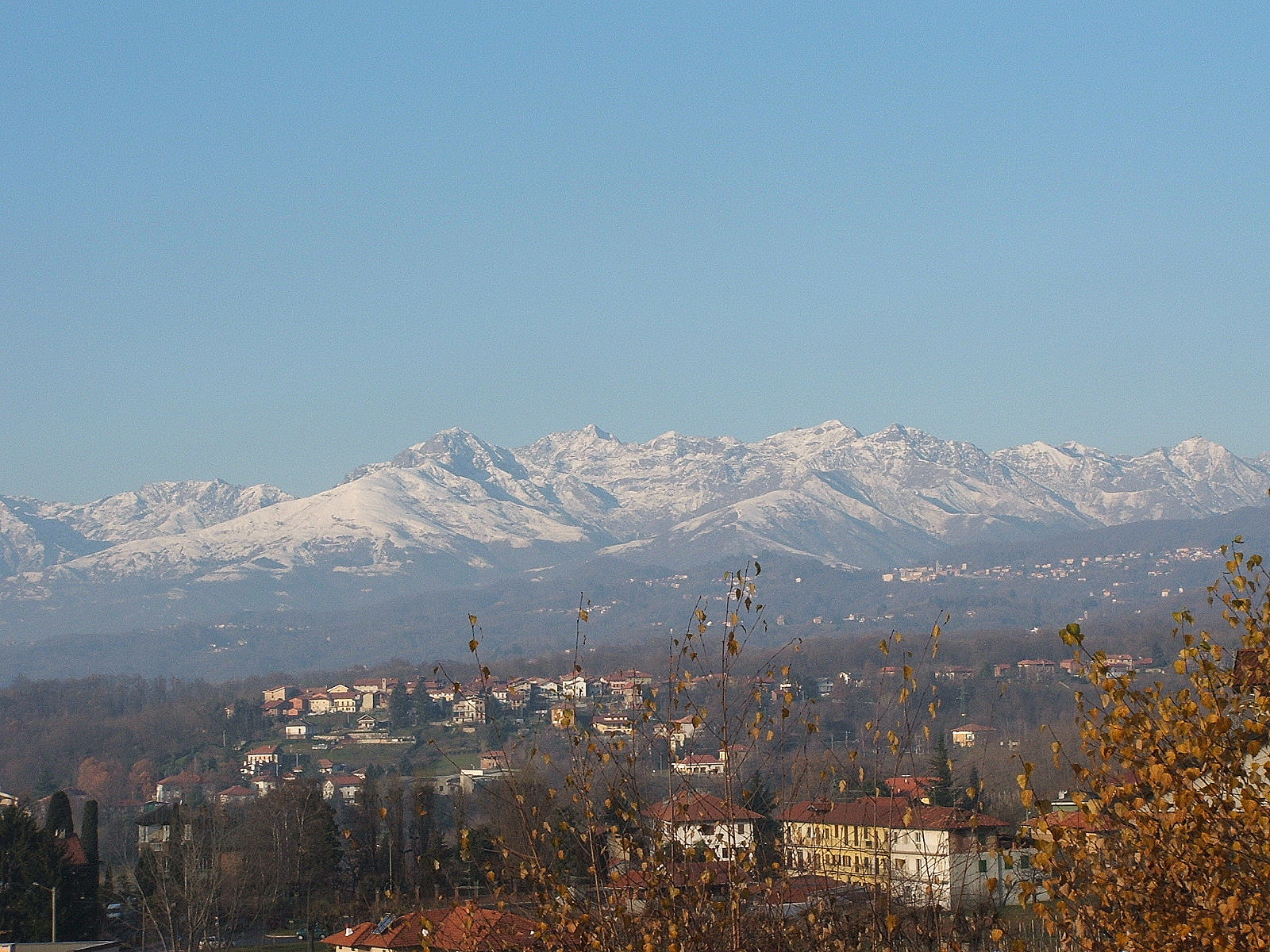
Lessona
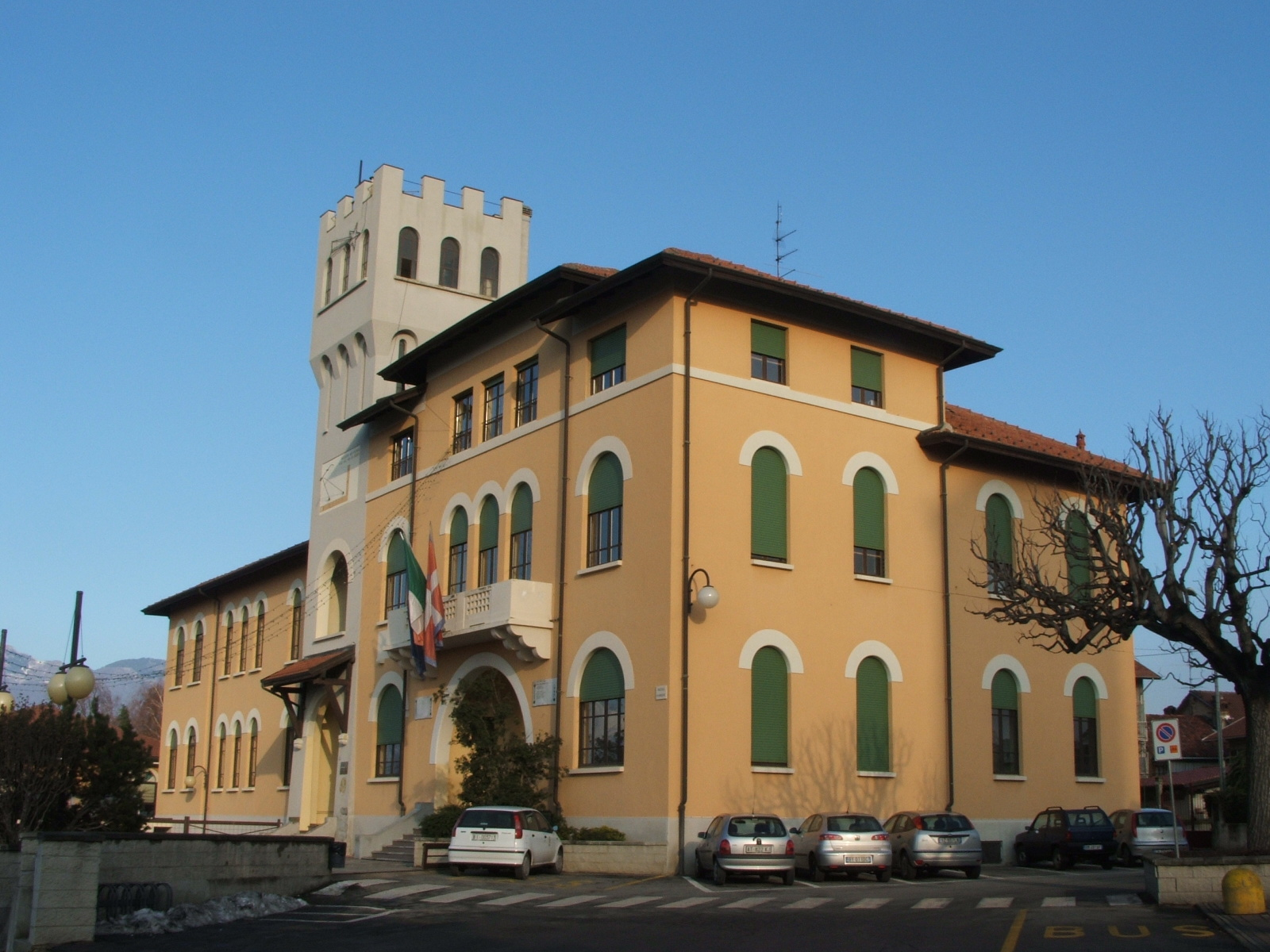
Gemeentehuis van Lessona
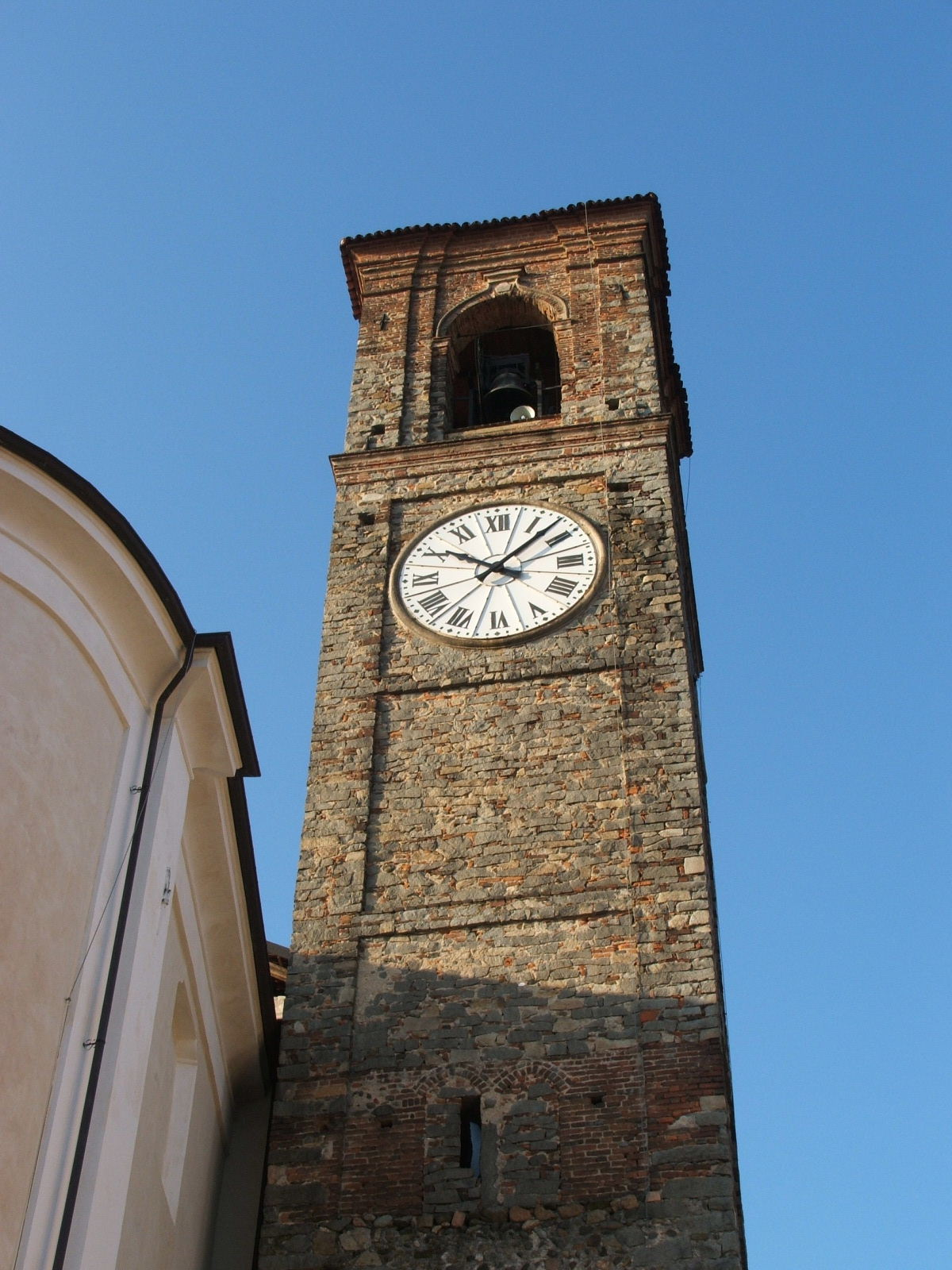
Toren van Lessona

## Demografie
Lessona telde rond 2004 ongeveer 1005 huishoudens. Het aantal inwoners steeg in de periode 1991-2001 met 6,5% volgens cijfers uit de tienjaarlijkse volkstellingen van ISTAT.
| Jaar | Inwoneraantal |
| ---- | ------------- |
| 1991 | 2301          |
| 2001 | 2450          |
| 2015 | 2441          |
| 2016 | 2767          |

## Geografie
Lessona grenst aan de volgende gemeenten: Casapinta, Castelletto Cervo, Cossato, Masserano en Mottalciata.
Ailoche · Andorno Micca · Benna · Biella · Bioglio · Borriana · Brusnengo · Callabiana · Camandona · Camburzano · Campiglia Cervo · Candelo · Caprile · Casapinta · Castelletto Cervo · Cavaglià · Cerreto Castello · Cerrione · Coggiola · Cossato · Crevacuore · Crosa · Curino · Donato · Dorzano · Gaglianico · Gifflenga · Graglia · Lessona · Magnano · Massazza · Masserano · Mezzana Mortigliengo · Miagliano · Mongrando · Mosso · Mottalciata · Muzzano · Netro · Occhieppo Inferiore · Occhieppo Superiore · Pettinengo · Piatto · Piedicavallo · Pollone · Ponderano · Portula · Pralungo · Pray · Quaregna · Ronco Biellese · Roppolo · Rosazza · Sagliano Micca · Sala Biellese · Salussola · Sandigliano · Selve Marcone · Soprana · Sordevolo · Sostegno · Strona · Tavigliano · Ternengo · Tollegno · Torrazzo · Trivero · Valdengo · Vallanzengo · Valle Mosso · Valle San Nicolao · Veglio · Verrone · Vigliano Biellese · Villa del Bosco · Villanova Biellese · Viverone · Zimone · Zubiena · Zumaglia